# پیکر آسمانی می‌آل
می‌آل (به انگلیسی: Mayall's Object) نتیجه برخورد دو کهکشان است. این کهکشان شگفتی آور در صورت فلکی خرس بزرگ و در فاصله ۵۰۰ میلیون سال نوری زمین قرار گرفته‌است. این کهکشان در اطلس کهکشان‌های شگرف نیز با نام Arp 148 طبقه‌بندی شده‌است.
این کهکشان شگرف توسط ستاره‌شناس آمریکایی نیکلاس می‌آل در تاریخ ۱۳ مارس ۱۹۴۰ کشف شد.